# Ingrid Laubrock
Ingrid Laubrock (24 settembre 1970) è una sassofonista tedesca.

## Discografia parziale
- 1998 - Who Is It?
- 2001 - Some Time
- 2005 - Forensic (con Karin Merchant, Ben Davis, Larry Bartley e Tom Skinner)
- 2006 - Let's Call This... (con Liam Noble)
- 2008 - Sleepthief (con Liam Noble e Tom Rainey)
- 2010 - Paradoxical Frog (come Paradoxical Frog)
- 2010 - Anti-House (come Anti-House)
- 2011 - The Madness of Crowds (come Sleepthief)
- 2012 - Haste (con Veryan Weston e Hanna Marshall)
- 2012 - Union (come Paradoxical Frog)
- 2013 - Strong Place (come Anti-House)
- 2013 - Lark (come Lark)
- 2014 - Zurich Concert (collaborativo)
- 2015 - Roulette of the Cradle (come Anti-House)
- 2015 - Ubatuba (come Ubatuba)
- 2016 - Buoyancy (con Tom Rainey)
- 2016 - Serpentines (collaborativo)